# Жінка і четверо її чоловіків
«Жінка і четверо її чоловіків» (рос. «Женщина и четверо её мужчин») — литовський радянський художній фільм 1983 року режисера Альгімантаса Пуйпа за мотивами новели Хольгера Дракмана «Роман в дюнах».

## Сюжет
Дія відбувається в кінці XIX століття. Герої живуть в бідному рибальському селищі на березі Балтійського моря. Чоловік Жінки гине в морі. Його старший син після закінчення встановленого терміну одружується на вдові батька. Він вирушає на пошуки роботи, щоб оплатити батьківський борг, але дорогою гине від рук убивці. Його молодший брат в свою чергу бере в дружини Жінку. Він працює рятувальником і одного разу гине під час шторму. У родині залишився один дорослий чоловік — батько першого чоловіка Жінки, він сидить у в'язниці. Як єдиного годувальника його звільняють, тепер Жінка — його дружина і їм належить важка боротьба з бідністю.

## У ролях
- Юрате Онайтіте
- Антанас Шурна
- Відас Петкявічюс
- Саулюс Баландіс
- Повілас Гайдіс
- Рітіс Густайтіс
- Олита Даутартайте
- Йонас Пакуліс
- Костас Сморігінас
- Вальдас Ятаутіс
- Альгімантас Кундяліс
- Вітаутас Паукште
- Едуардас Кунавічюс
- Яніна Лапінскайте
- Баліс Бараускас
- Повилас Станкус

## Творча група
- Сценарій: Альгімантас Пуйпа
- Режисер: Альгімантас Пуйпа
- Оператор: Йонас Томашявічюс
- Композитор: Юозас Шірвінскас